# Daruma

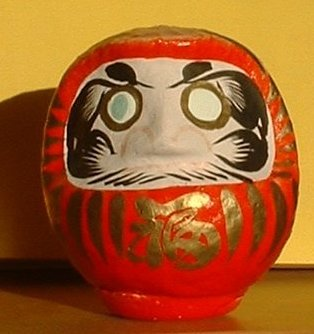
Daruma.

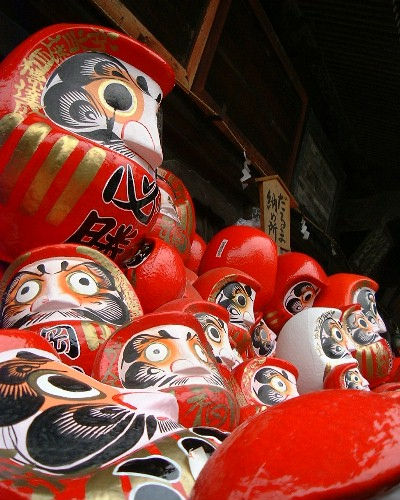
Darumas en Shōrinzan Daruma-ji, Takasaki.

Los muñecos Daruma (en japonés: 達磨) son figuras votivas sin brazos ni piernas y representan a Bodhidharma (Daruma en japonés), el fundador y primer patriarca del Zen.
Dice la leyenda que el maestro Daruma perdió los brazos y las piernas de estar tantos años escondido en una cueva meditando y sin utilizarlos.
Los colores típicos son rojo, amarillo, verde y blanco. El muñeco tiene una cara con bigote y barba pero sus ojos son blancos del todo. Los ojos del daruma se utilizan como recordatorio y motivación a cumplir metas o grandes tareas. El dueño del muñeco pinta una pupila redonda (usualmente del ojo izquierdo) al establecer su meta; cuando esta se ha cumplido se procede a pintar el otro ojo. Un daruma con una sola pupila suele colocarse donde este sea visible, a manera de constante recordatorio del trabajo que debe hacerse para lograr el objetivo.
Normalmente el muñeco Daruma es varón, aunque existe una muñeca Daruma, conocida como Ehime Daruma (Princesa Daruma).
Al tener una forma ovoide y su centro de gravedad bajo, algunos de ellos vuelven a su posición vertical al ser empujados hacia un lado, como un tentetieso. Esto representa simbólicamente el optimismo, la persistencia y la determinación.
Estos muñecos se basan en los Okiagari-koboshi ( 起き上がり小法師 ), un tentetieso tradicional. Una canción del siglo XVII habla de estas características:
Hi ni! fu ni!
Fundan Daruma ga
Akai zukin kaburi sunmaita!
¡Una vez!, ¡dos veces!
Siempre el Daruma de capucha roja
se queda con la cabeza arriba

## Historia

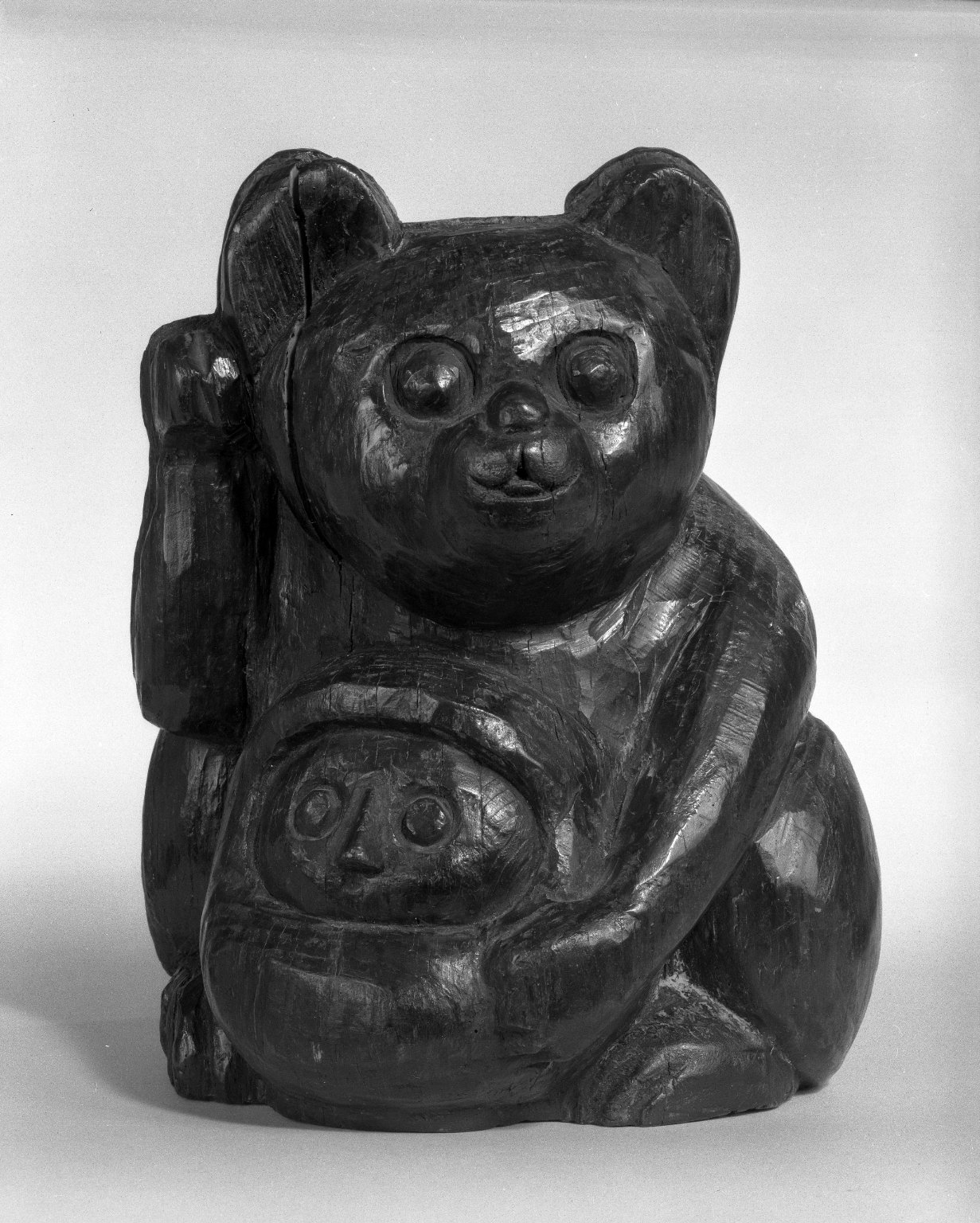
Molde de madera para una figura de papel maché de Maneki-neko y Okiagari-Koboshi Daruma del período Edo,. Museo de Brooklyn.

El simbolismo popular actual asociado con Daruma como amuleto de la buena suerte se originó en parte con el Daruma-dera (Templo de Daruma) en la ciudad de Takasaki ( Prefectura de Gunma , al norte de Tokio). Josef Kyburz, autor de "Omocha": Cosas para jugar (o no para jugar) , explicó que el fundador de Daruma-Dera dibujaba los encantos de Año Nuevo que representaban a Bodhidharma. Los feligreses guardarían estos encantos para "traer felicidad y prosperidad y evitar accidentes y desgracias".
Se cree que la figura de Daruma se originó entonces en esta región cuando el noveno sacerdote, Togaku, encontró una solución para manejar las constantes solicitudes de los feligreses de nuevos encantos. Los amuletos siempre se daban con una vigencia de un año, por lo que la gente requería nuevos cada año. Resolvió este problema confiándoles la fabricación de sus propios encantos de Daruma cerca del comienzo del período Meiwa (1764-1772). El templo hizo moldes de bloques de madera para que la gente los usara. Los campesinos luego usaron estos moldes para hacer amuletos de papel maché tridimensionales. 
Kyburz señala que, aunque se desconoce cuándo se combinó la figura de Daruma con el muñeco de tambor ; los dos fueron bien reconocidos como sinónimos a mediados del siglo XIX. La muñeca creció rápidamente en popularidad, convirtiéndose en una mascota de la región. Esto se debió en gran parte al hecho de que la mayoría de las familias eran productores de seda, un cultivo que requiere mucha suerte para tener éxito. 
Hay un festival anual de muñecas Daruma ( 達磨 市 , daruma-ichi ) que se lleva a cabo en la ciudad de Takasaki en celebración de ser el lugar de nacimiento proclamado de la muñeca Daruma. La celebración se lleva a cabo en el Shorinzan, el nombre del "Daruma-Dera" de Takasaki. Según el sitio web de la ciudad de Takasaki, "Más de 400.000 personas de toda la llanura de Kanto vienen a comprar nuevas muñecas de la buena suerte para el año. Takasaki produce el 80% de las muñecas Daruma de Japón".  El festival también incluye una lectura de sutras de 24 horas por los monjes de Shorinzan para la paz mundial.

## Significados

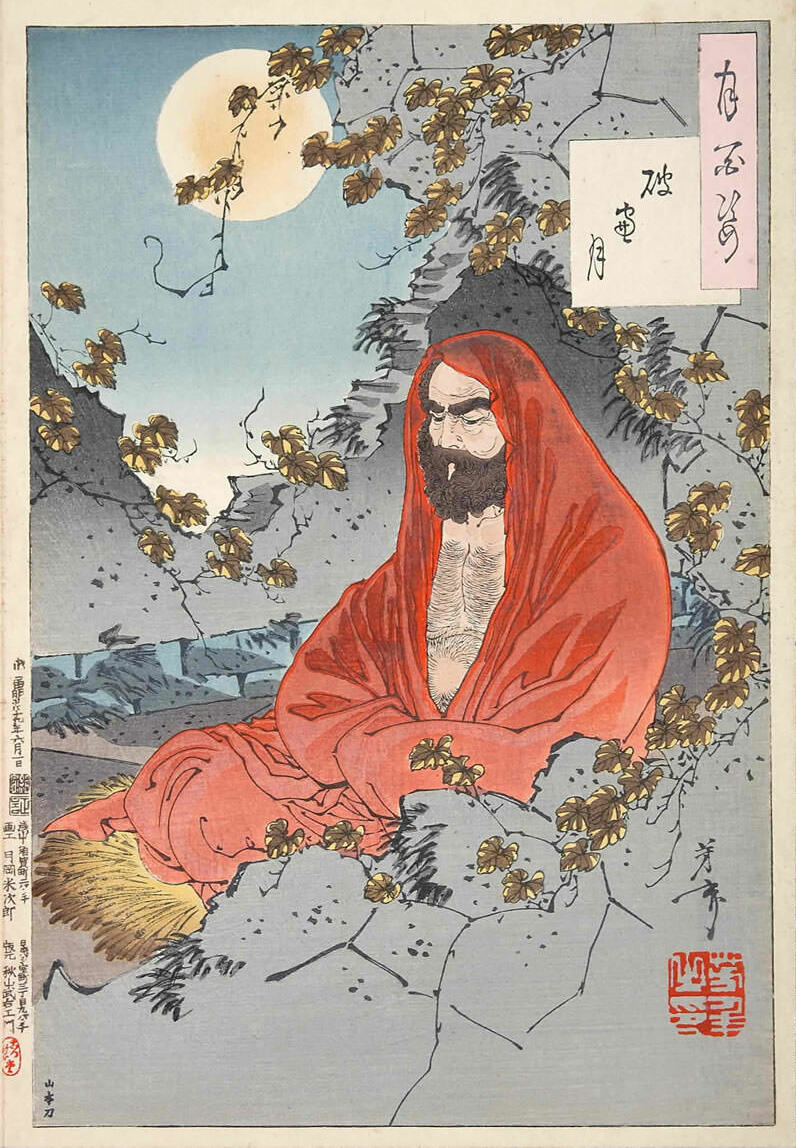
Representación japonesa de Bodhidharma, por Yoshitoshi, 1887.

El nombre de "Daruma" es la variante japonesa del nombre sánscrito "Dharma". Más específicamente, los significados, creencias y leyendas de Daruma se basan en el monje indio budista conocido como Bodhidharma. Para entender el significado de la Daruma, uno debe mirar más allá de la cultura popular japonesa y regresar a la India de hace casi 2000 años.
Se dice que Bodhidharma nació en el año 440, en Pallava, un Reino del Sur de la India. Fue el tercer hijo del rey Simhavarman, Bodhidharma ha sido descrito como miembro de la casta Brahman (sacerdotal) o bien de la casta Kshatriya (guerrero o gobernante). En cualquier caso, Bodhidharma se introdujo en el budismo y más tarde en la Prajnatara, maestro budista. Después de convertirse en un discípulo de Prajnatara, Bodhidharma se convirtió en su sucesor, así como el patriarca 28vo del budismo. Como las historias son diferentes, Bodhidharma pudo haber viajado a China bajo la dirección de Prajnatara o para una misión, mientras que él tenía más de cien años de edad. Los años de la llegada de Bodhidharma le sitúan en el rango de 475 a 520, sin embargo, todas las historias parecen coincidir en que desembarcó en el sur de China.
Al enterarse de su llegada, el emperador Wu de la dinastía Liang invitó a Bodhidharma a una audiencia real. El emperador, después de haberse proclamado a sí mismo patrón ardiente del budismo, le preguntó a Bodhidharma sobre el mérito de sus contribuciones religiosas. Después de responder con la doctrina de la vacuidad, Bodhidharma se marchó ya que el emperador no entendía. Como narra la escena popular: Bodhidharma cruzó el río Yangtze en una hoja de caña, hacia el norte. Con el tiempo llegó al monasterio del templo de Shaolin y es aquí donde varios de los acontecimientos más legendarios relacionados con Bodhidharma se llevaron a cabo.
Probablemente el más notable de esos eventos es el de la meditación de Bodhidharma durante nueve años, en los que se enfrentó a una pared de roca, posiblemente de una cueva. Sentado y mirándola durante una cantidad de tiempo prolongado, Bodhidharma luchó contra la fatiga y la somnolencia. En un arranque de frustración, Bodhidharma se cortó los párpados para poder permanecer despierto. Se cree que las primeras plantas de té crecieron en el lugar donde los párpados cayeron. A partir de entonces, los monjes, así como el resto de Asia, podría tomar el té como un medio para resistir el letargo y como ayuda en la meditación.
Otro aspecto importante de la meditación de Bodhidharma explica la forma que se presenta en la actualidad. Debido a que Bodhidharma permaneció inmóvil durante un período tan extenso, este perdió sus brazos y piernas, se secaron. Sin embargo, Bodhidharma fue capaz de permanecer en posición vertical. Especialmente para los seguidores del Zen que creen que la energía personal reside justo debajo del ombligo, el logro de Bodhidharma se ha atribuido al descubrimiento de la fuerza interior.
Aunque Zen habría sido practicada en China durante varios cientos de años antes de Bodhidharma, sólo a él se le atribuye la introducción de la misma. En todo caso, Bodhidharma presentó un Zen de su propia Zen, Mahayana. Según una fuente, este Zen era una "espada de la sabiduría" con la que cortar las "mentes libres de las reglas, trances, y las Escrituras." Otra idea sobre el Zen y Bodhidharma sugiere que este fue seleccionado como el patrón del Zen con el fin de reforzar su legitimidad como una verdadera secta budista.
La destacada presencia de Bodhidharma en el Templo Shaolin también ha influido en la creencia de que él fundó un tipo de arte marcial conocido ahora como el kung-fu de Shaolin (China) o el karate (japonés). Algunos afirman que durante la dinastía Tang, 618-097 d. C., el templo de Shaolin se hizo famoso por el grupo de monjes entrenados como guerreros a luchar con palos y sus propias manos. Sosteniendo que Bodhidharma era de hecho, de la casta de Kshatriya, después de haber sido entrenados por él mismo en las artes marciales, es posible ver por qué algunos creen que Bodhidharma a ser el primer maestro de estos monjes guerreros. Un reclamo adicional sostiene que la enseñanza de Bodhidharma de kung-fu fue otro medio de lucha contra el letargo que los monjes se encuentra comúnmente en las prácticas de meditación y otros que requieren un ser inmóvil.
En cuanto a la muerte de Bodhidharma, hay cuentas que murió en 528 o 534 d. C., cerca del río Lo o en un área en el norte de China. Estas cuentas, sin embargo, sugieren que tres años después de la muerte de Bodhidharma, un viajero, o un funcionario, en Asia Central, vio a alguien parecido a él, llevando un bastón y una sandalia, dirigiéndose hacia la India. Después de que ell incidente se informó, se buscó en el supuesto lugar de enterramiento de Bodhidharma y se comprobó que la tumba estaba vacía a excepción de una sola sandalia.
Los japoneses, sin embargo, tienen un final diferente para Bodhidharma. Según esta versión, Bodhidharma viajó a Japón en una hoja de caña o de planta a través del mar en el 613 d. C. En este camino la historia relata que el príncipe Shotoku Taishi, considerado como la reencarnación de Huisi, tercer patriarca de la escuela Tiantai y discípulo de Bodhidharma, había encontrado a un mendigo mientras caminaba, en quien reconoció a su maestro Bodhidharma. Se intercambiaron poemas y luego misteriosamente el mendigo desapareció. Hoy en día, en Oji, Japón, hay piedras que marcan los lugares donde se dice que el príncipe y Bodhidharma se han reunido.

### Forma
Los Darumas todavía suelen estar hechos de papel maché, tienen una forma redonda, son huecos y tienen un peso en la parte inferior para que siempre vuelvan a una posición vertical cuando se inclinan. En japonés, un juguete roly-poly se llama okiagari, que significa levantarse (oki) y levantarse (agari). Esta característica ha llegado a simbolizar la capacidad de tener éxito, superar la adversidad y recuperarse de la desgracia.  En la cultura popular japonesa en tarjetas, carteles y libros, Daruma se ilustra a menudo junto con la frase "Nanakorobi Yaoki" (七 転 八 起), traducida como "siete veces hacia abajo, ocho veces hacia arriba".
El estilo de la muñeca tumbler es similar a un juguete anterior llamado Okiagari Koboshi, un pequeño monje autoadrizante que era popular en la región de Kinki a mediados del siglo XVII. Sin embargo, se dice que el juguete okiagari original fue introducido desde Ming China alrededor de 1368-1644. 

### Color

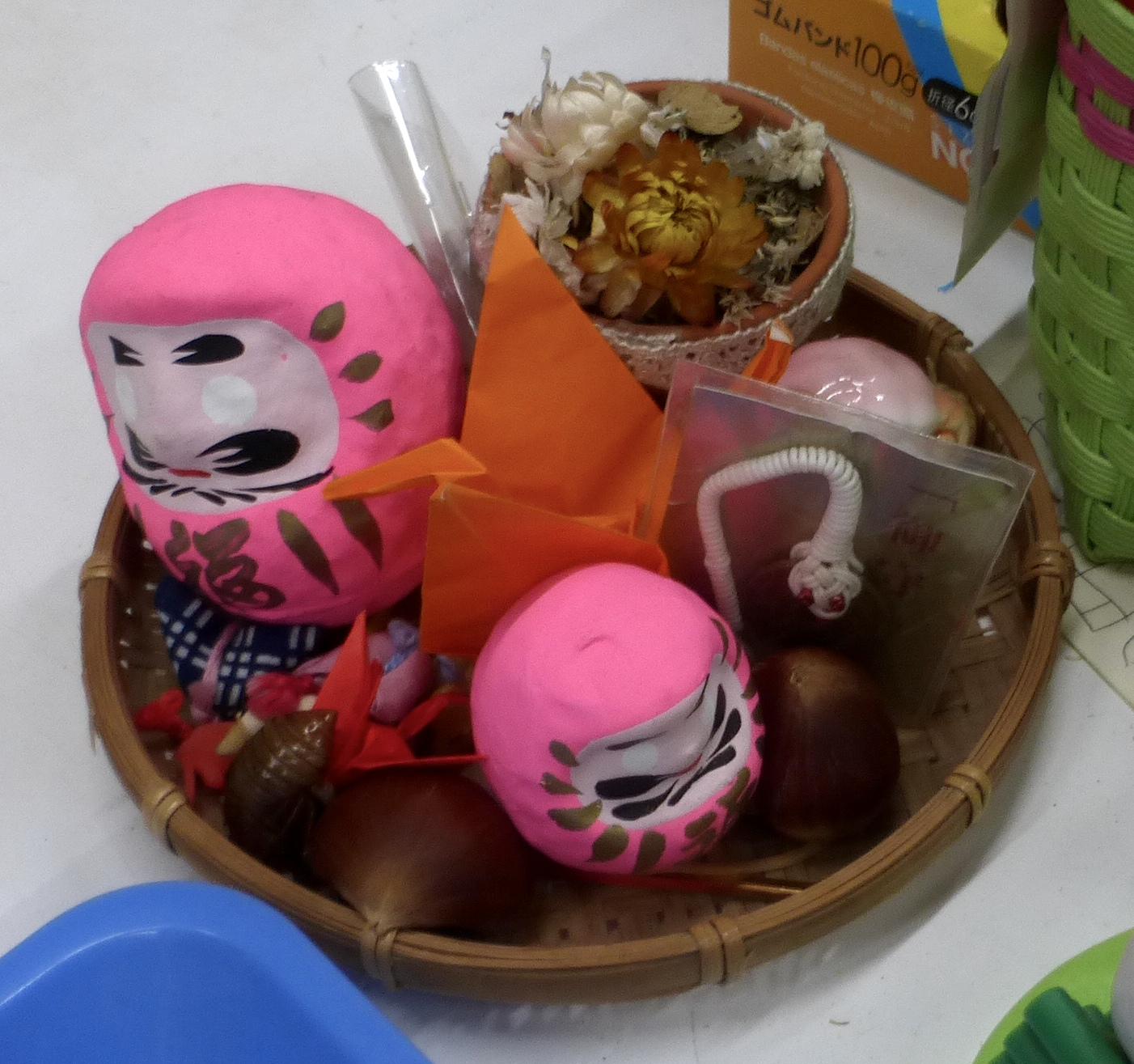
Muñecas Daruma rosa neón no tradicionales en Ibaraki.

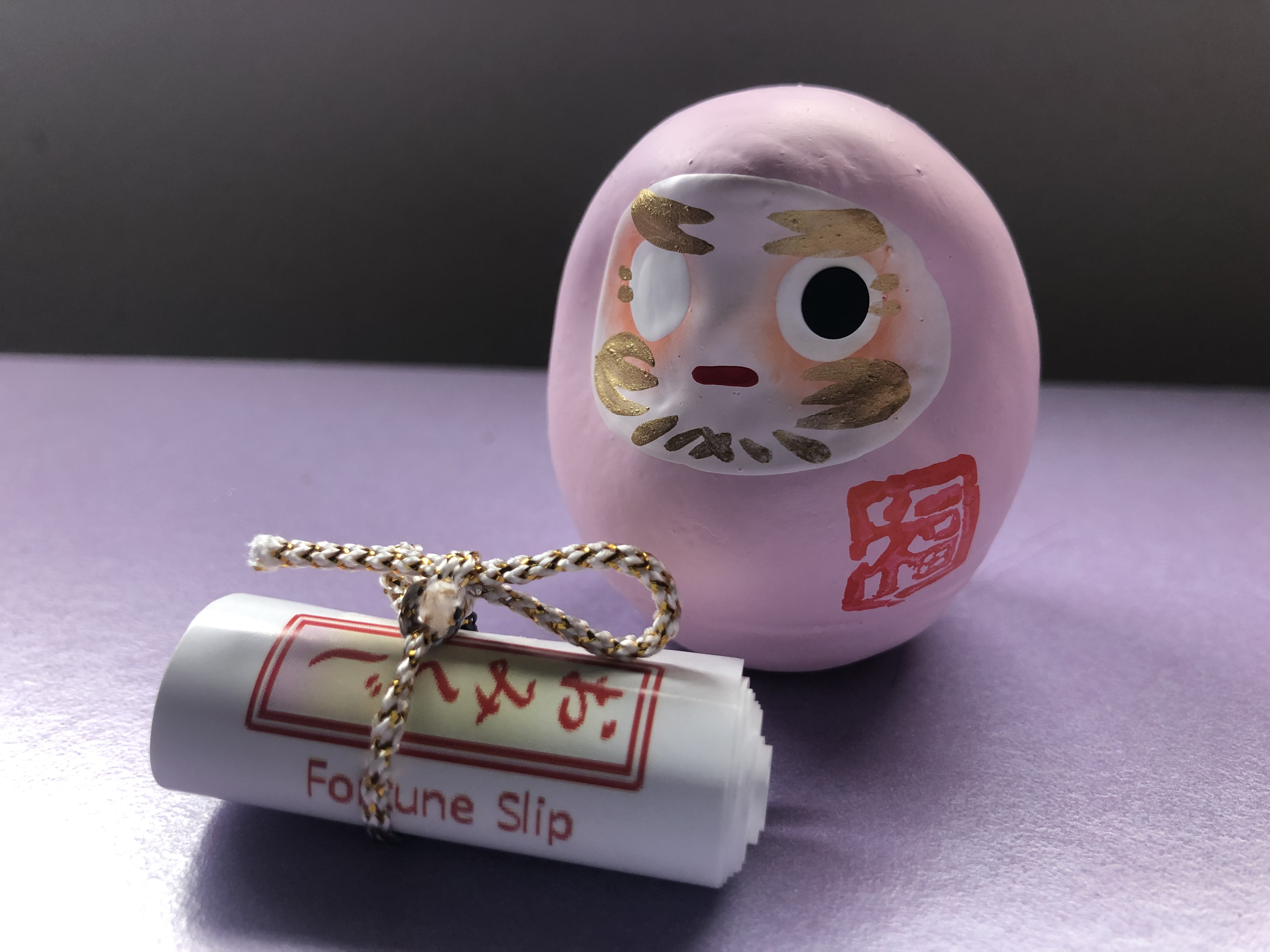
Daruma de color rosa.

Aunque no es seguro, los orígenes de la coloración roja tradicional de Daruma probablemente provienen del color de la túnica de los sacerdotes. Es difícil encontrar fuentes confiables en inglés, pero un sitio web con sede en Japón cita este rojo como "el color de la túnica de un sacerdote de alto rango.  El autor luego concluye que "dado que Daruma fue el fundador del Zen Secta, debe haber usado una túnica roja". El historiador de arte James T. Ulak ha documentado una historia de representaciones del Bodhidharma vistiendo lujosas túnicas rojas, antes de las representaciones de él como una muñeca, en un artículo titulado" Obras japonesas en The Instituto de Arte de Chicago". En virtud de su túnica roja, Daruma ha llegado a desempeñar un papel en la recuperación de la enfermedad. Durante el último período Edo (1600 a 1868), se creía que el rojo tenía una fuerte asociación con la viruela. Hartmut O. Rotermond, autor de Demonic Affliction or Contagious Disease?, describe que en Edo y las ciudades circundantes, hubo muchos brotes de sarampión y viruela. En el Japón actual, hay muchos santuarios rojos dedicados a un dios de la viruela, que tenía un gusto particular por el rojo. Estos santuarios se construyeron en respuesta a esos brotes. Creyendo que el Dios de la viruela, si le agradaba, perdonaría al niño infligido, los japoneses a menudo tendían cuerdas alrededor de la casa atadas con tiras de papel rojo, hacían que el niño usara una túnica roja y hacían un pequeño altar para que Dios los pusiera. figuras de Daruma en forma de talismán.  Estas precauciones también se utilizaron para advertir a los demás que había enfermedades en la casa y para fomentar la limpieza alrededor de los enfermos. El rojo de Daruma, sin embargo, se usó para pacificar al Dios, mientras que la imagen de okiagari fue para alentar al paciente a recuperarse tan rápido como enfermó. Daruma también se vende en un conjunto de cinco colores: azul, amarillo, rojo, blanco y negro, llamado Goshiki Daruma.. En estos días, el daruma también se puede encontrar en colores distintos al rojo, incluido el dorado, que está destinado a traer suerte en asuntos financieros.

### Ojos

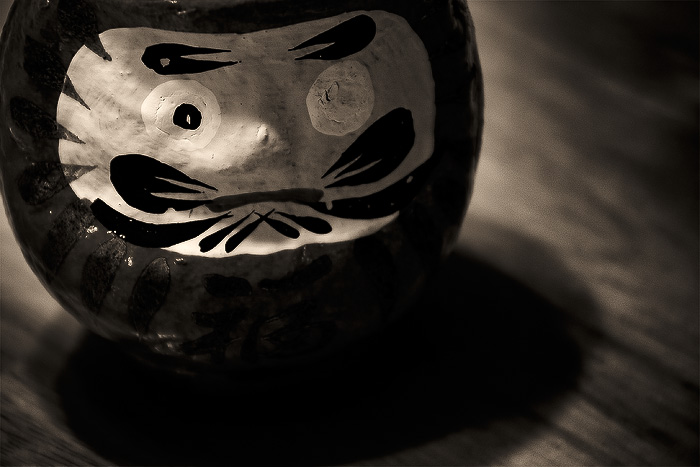
Una muñeca daruma con un ojo lleno para desear.

Los ojos de Daruma suelen quedar en blanco cuando se venden. Monte A. Greer, autor de Daruma Eyes, describió los "ojos blancos en blanco, redondos y simétricos de gran tamaño" como un medio para realizar un seguimiento de los objetivos o tareas importantes y motivarlos a trabajar hasta el final. El destinatario del muñeco llena un ojo al fijar el objetivo, luego el otro al cumplirlo. De esta forma, cada vez que ven al tuerto Daruma, recuerdan el objetivo. Una explicación de cómo comenzó esta costumbre dice que para motivar a Daruma-san a que conceda tu deseo, prometes darle la vista completa una vez que se logre el objetivo. Esta práctica también podría tener algo que ver con la "iluminación", el logro ideal del budismo. Esta costumbre ha dado lugar a una frase en japonés traducida como "Ambos ojos abiertos". Refiriéndose a "abrir" el segundo ojo, expresa la realización de una meta. Tradicionalmente, el Daruma se compraba como un hogar, y solo el jefe de hogar pintaba en los ojos. 
Un ejemplo de esto son los políticos durante la época de elecciones. A menudo se ha mostrado a los partidos políticos en su sede con grandes muñecos Daruma y amuletos comprados en los templos locales como una oración por la victoria. Esta práctica se destacó en un artículo de 1967 de la revista Time: "La semana pasada, en la sede de Tokio del gobernante Partido Liberal Democrático de Japón, el primer ministro Eisaku Satō sumergió un pincel sumi en una piedra de entintar y con rápidos trazos se embadurnó en el oscuro ojo derecho de su Daruma. 'Los ojos', comentó cuando hubo terminado, 'son tan grandes como los míos'".

### Cabello
El vello facial de Daruma es una representación simbólica de los animales bien conocidos en la cultura asiática por encarnar la longevidad: la grulla y la tortuga. Las cejas tienen forma de grulla, mientras que el pelo de las mejillas se asemeja al caparazón de la tortuga. Un sitio web con sede en Japón afirma que originalmente, había una serpiente o un dragón representado en el bigote y las mejillas, pero se cambió a tortuga para enfatizar el deseo de longevidad.  De esta manera, Daruma fue diseñado para coincidir con el proverbio japonés "La grulla vive 1000 años, la tortuga 10,000 años".

## Iconografía
En cuanto a la iconografía, Bodhidharma se ha representado en numerosas formas, incluyendo pinturas, esculturas, tallas, y templos. A lo largo de todas estas formas diferentes, sin embargo, Bodhidharma generalmente se describe con estas mismas características: ojos saltones, sin párpados, cejas grandes, nariz prominente, barba frondosa, y una capa (generalmente de color rojo), que sólo revela su cara.
El uso más notable de la Daruma es el de un símbolo de buena suerte y fortuna. Uno de los primeros usos de Daruma consistió en un amuleto para protegerse de las enfermedades a los niños, especialmente la viruela. Se decía que el rojo era el color favorito del dios de la viruela y por lo tanto la capa predominantemente roja del Daruma lo aplacaba. Al igual que Maneki-neko, el gato que llama y trae fortuna, los Darumas también se ofrecen en escaparates, rótulos y publicidad. Asimismo, el Daruma ordinariamente se muestra en la casa e incluso puede utilizarse como una figura decorativa. La imagen de Daruma también se observan con frecuencia en artículos para el hogar como juegos de té, los juegos de sake, tazones, platos, abanicos y palillos.
Una de las formas más comunes de Daruma es el okiagari (autoadrizable) Daruma. Esta interpretación de Daruma es el de una muñeca de tambor -sin brazos ni piernas- en alusión a la historia popular. Estos darumas se ponderan en la parte inferior de manera que en cualquier momento que se cae siempre devuelve en posición vertical. Esta característica del Daruma okiagari es un símbolo de la hazaña lograda Bodhidharma, que queda en posición vertical mientras miraba sin cesar. La capacidad del muñeco de mantenerse en pie implica tanto los valores de la perseverancia, determinación y éxito. Como muy arraigados valores culturales, los japoneses inculcan esto en sus hijos, siendo durante mucho tiempo un popular juguete con el que los padres enseñan esto a sus hijos.

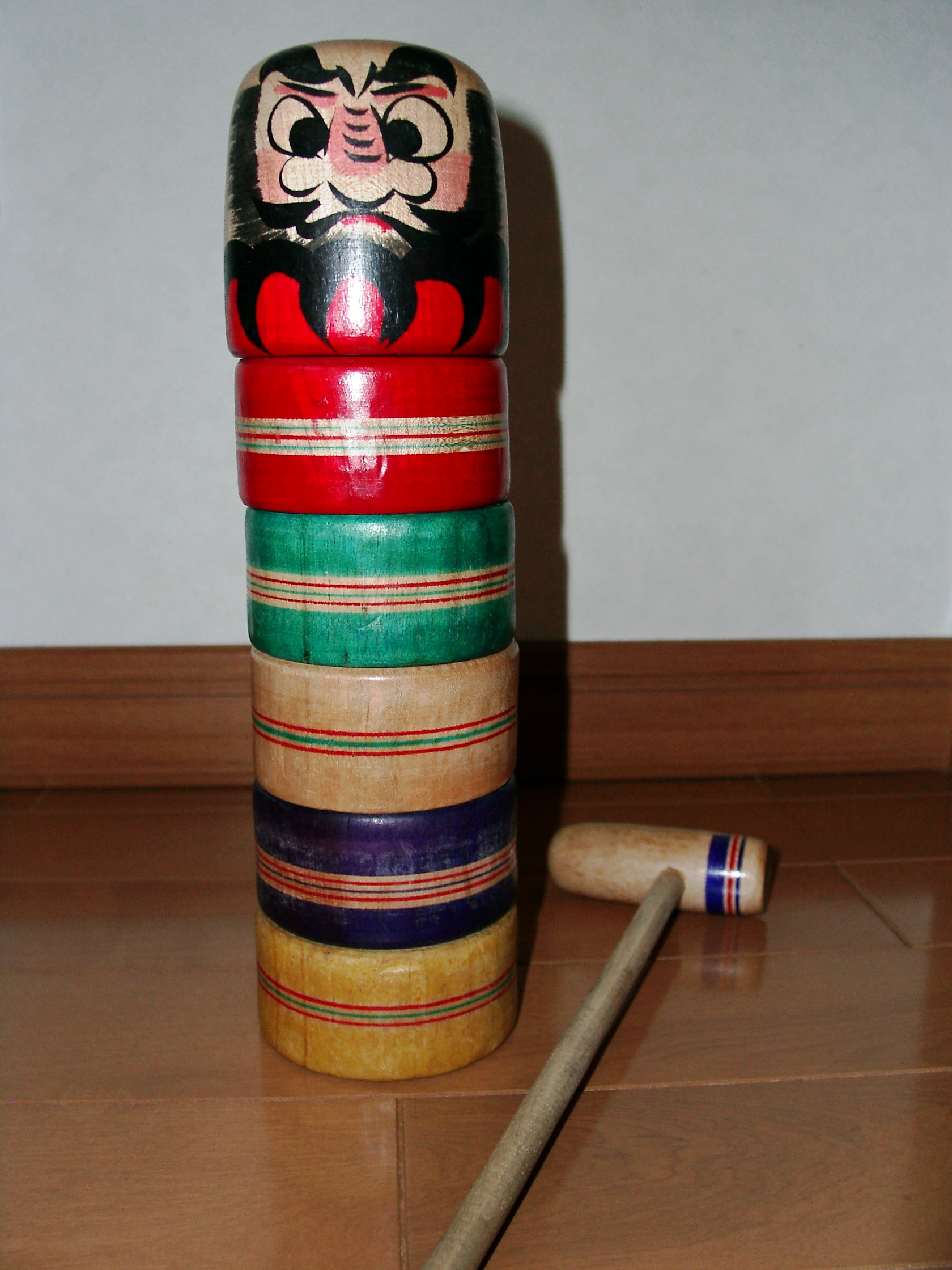
Daruma otoshi.

El Daruma otoshi (caída Daruma) es otro juguete popular japonés. Consiste en una pila de cinco discos de espesor y una figura de Daruma que se coloca en la parte superior, los cuales están hechos por lo general de madera. El objetivo del juego es eliminar con un mazo cada uno de los discos que comienzan con la parte inferior hasta que sólo quede la figura de Daruma. Al igual que el Daruma autoadrizable, este juguete también simboliza la concentración, la paciencia y la resistencia atribuido a Bodhidharma.
Otra de las formas más populares de Daruma es el de papel maché me-nashi o me-ire Daruma. Se trata de una variante del Daruma okiagari, el cual es casi siempre rojo, y posee círculos blancos en lugar de los ojos. El propósito de esto radica en la creencia de que cuando un deseo o una oración que se haga, uno de los alumnos va a ser pintado en él, y si el deseo se hace realidad, la otra pupila se pinta. Esta práctica tradicional se atribuye al rito budista de Kaigen kuyo (apertura de la ceremonia de-ojos-) en el que una imagen budista se da cualidades religiosas. En la elaboración de esa imagen, los ojos se dejan como el último en ser construido, el cumplimiento de los ojos se ve como dar la imagen de su espíritu.
Los tamaños de este tipo de Daruma también se utilizan de acuerdo con la importancia del deseo o la oración. Un Daruma pequeño para los deseos de los pequeños y grandes darumas para necesidades más graves. Darumas Estos son a menudo acumulado a lo largo de varios años en el que los deseos de los pequeños pueden convertirse en otros más grandes.
Llamado un "rito de paso político," la ciega Daruma okiagari también se usa ampliamente en las elecciones. De los funcionarios locales del primer ministro, los candidatos suelen pintar en uno de los ojos de un Daruma gigante en la esperanza de ganar una elección, a menudo haciendo en grandes ceremonias. En consecuencia, los partidos ganadores celebrar ceremonias aún más grandes que ofrecen la realización y la pintura en los ojos de la otra Daruma.
La presencia de Daruma se deriva también en templos, mercados y festivales que están todos en el honor y la celebración de Daruma. El Daruma Ichi (los mercados) se suelen celebrar con la temporada de Año Nuevo, a partir de enero y dura hasta marzo. A medida que el Daruma representa la buena suerte, el Año Nuevo es el momento más popular que se les da como regalo. Además de la Daruma okiagari, muchas otras formas de Daruma se pueden comprar en el Daruma Ichi como el EMA Daruma. Ema, o las tabletas votivas, hechas a mano como Daruma, se utilizan para escribir su propio nombre y desea y luego llevado a un templo de Daruma.

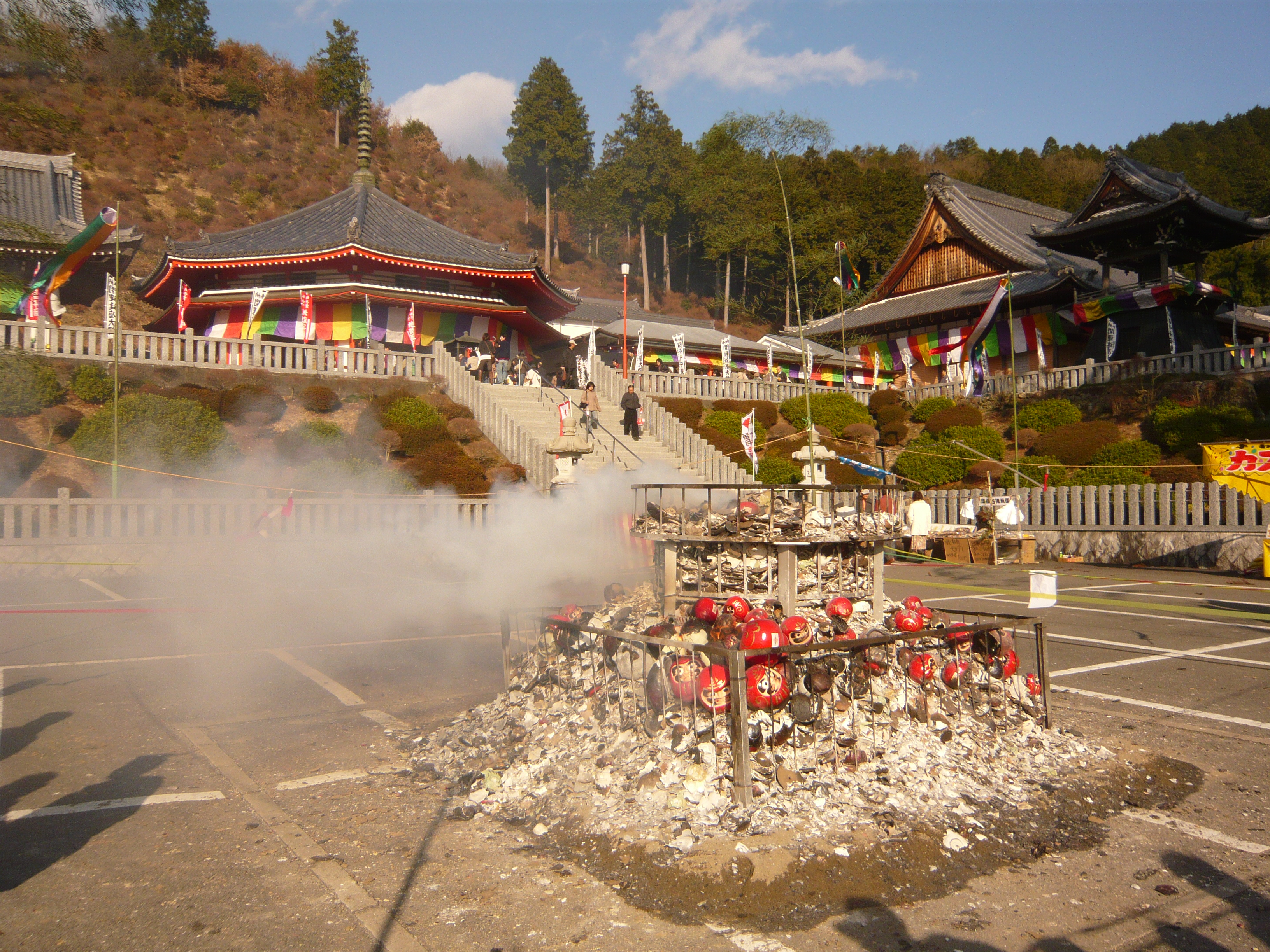
Hoguera de Darumas.

Daruma se ha convertido en un elemento muy extendido de la cultura japonesa. Pero tanto si se utilizan las creencias religiosas, políticas o culturales, el Daruma siempre tiene un significado positivo. Comúnmente escrita junto a la imagen de un Daruma, el dicho nana korobi hachi oki, "siete caídas y subidas de ocho," resume perfectamente la determinación, fuerza y éxito que Daruma trae a la vida.

### Quema de Darumas
Uno de los festivales más espectaculares de Daruma es el Dairyu-ji, la quema anual de Darumas. Celebrada en torno a 18 de enero, una gigantesca hoguera se hace en el que miles de figuras de Daruma son arrojados. Si un Daruma ha llevado a la realización de un deseo, hay una presunción general de que la buena suerte de un Daruma (en particular, el papel maché tipo okiagari) tiene una duración de tan sólo un año.
Al final del año, todos los Daruma regresan al templo donde fueron comprados para una ceremonia de quema tradicional.  Esta ceremonia, llamada daruma kuyō ( だ る ま 供養 ), se lleva a cabo una vez al año, generalmente justo después del día de Año Nuevo. Los más famosos de estos eventos se llevan a cabo en el Templo Nishi-Arai Daishi (Tokio) y el Dairyū-jiTemplo (Gifu). En estos eventos, la gente lleva al templo las figuras de Daruma que habían usado ese año. Después de expresarles gratitud, los entregan al templo y compran otros nuevos para el próximo año. Todas las antiguas figuras de Daruma se queman juntas en el templo. Después de una exhibición solemne de la entrada de los monjes, la lectura de los sutras y el sonar de los cuernos, las decenas de miles de figurillas se incendian.